# Olsi Goçaj
Olsi Goçaj (Scutari, 30 settembre 1989) è un ex calciatore albanese, di ruolo centrocampista o difensore.

## Carriera

### Club
Cresciuto nel Vllaznia, squadra con la quale ha debuttato nel campionato albanese nel 2008.

### Nazionale
Ha collezionato 4 presenze con la nazionale albanese Under-21.

## Statistiche

### Presenze e reti nei club
Statistiche aggiornate al 28 agosto 2019.
| Stagione         | Squadra           | Campionato       | Campionato | Campionato | Coppe nazionali | Coppe nazionali | Coppe nazionali | Coppe continentali | Coppe continentali | Coppe continentali | Altre coppe | Altre coppe | Altre coppe | Totale | Totale |
| Stagione         | Squadra           | Comp             | Pres       | Reti       | Comp            | Pres            | Reti            | Comp               | Pres               | Reti               | Comp        | Pres        | Reti        | Pres   | Reti   |
| ---------------- | ----------------- | ---------------- | ---------- | ---------- | --------------- | --------------- | --------------- | ------------------ | ------------------ | ------------------ | ----------- | ----------- | ----------- | ------ | ------ |
| 2007-2008        | Vllaznia          | KS               | 1          | 0          | CA              | 0               | 0               | -                  | -                  | -                  | -           | -           | -           | 1      | 0      |
| 2008-2009        | Kastrioti         | KP               | 7+2        | 0          | CA              | 1               | 0               | -                  | -                  | -                  | -           | -           | -           | 10     | 0      |
| 2009-2010        | Kastrioti         | KS               | 30         | 1          | CA              | 1               | 0               | -                  | -                  | -                  | -           | -           | -           | 31     | 1      |
| 2010-2011        | Vllaznia          | KS               | 27         | 2          | CA              | 4               | 0               | -                  | -                  | -                  | -           | -           | -           | 31     | 2      |
| 2011-2012        | Vllaznia          | KS               | 24         | 2          | CA              | 10              | 0               | UEL                | 4                  | 0                  | -           | -           | -           | 38     | 2      |
| 2012-2013        | Kastrioti         | KS               | 23         | 3          | CA              | 8               | 2               | -                  | -                  | -                  | -           | -           | -           | 31     | 5      |
| Totale Kastrioti | Totale Kastrioti  | Totale Kastrioti | 60+2       | 4+0        |                 | 10              | 2               |                    | -                  | -                  |             | -           | -           | 72     | 6      |
| 2013-2014        | Vllaznia          | KS               | 22         | 0          | CA              | 4               | 0               | -                  | -                  | -                  | -           | -           | -           | 26     | 0      |
| 2014-2015        | Vllaznia          | KS               | 33         | 2          | CA              | 5               | 1               | -                  | -                  | -                  | -           | -           | -           | 38     | 3      |
| 2015-2016        | Laçi              | KS               | 31         | 3          | CA              | 8               | 0               | UEL                | -                  | -                  | SA          | 1           | 0           | 40     | 3      |
| 2016-2017        | Vllaznia          | KS               | 33         | 1          | CA              | 4               | 0               | -                  | -                  | -                  | -           | -           | -           | 37     | 1      |
| 2017-2018        | Vllaznia          | KS               | 33         | 2          | CA              | 4               | 0               | -                  | -                  | -                  | -           | -           | -           | 37     | 2      |
| 2018-2019        | Vllaznia          | KP               | 26         | 4          | CA              | 3               | 0               | -                  | -                  | -                  | -           | -           | -           | 29     | 4      |
| Totale Vllaznia  | Totale Vllaznia   | Totale Vllaznia  | 199        | 13         |                 | 34              | 1               |                    | 4                  | 0                  |             | -           | -           | 237    | 14     |
| 2019-2020        | Flamurtari Valona | KS               | 2          | 0          | CA              | 0               | 0               | -                  | -                  | -                  | -           | -           | -           | 2      | 0      |
| Totale carriera  | Totale carriera   | Totale carriera  | 292+2      | 20+0       |                 | 52              | 3               |                    | 4                  | 0                  |             | 1           | 0           | 351    | 23     |

## Palmarès

### Club

#### Competizioni nazionali
- Supercoppa d'Albania: 1

Laçi: 2015